# 어니스트 클라인
어니스트 크리스티 클라인(영어: Ernest Christy Cline, 1972년 3월 29일 ~ )은 미국의 소설가, 시나리오 라이터, 스포큰 워드 미술가이다. 시나리오라이터로 활동하다가 본인의 대중문화에 대한 열정을 바탕으로 2011년 소설 《레디 플레이어 원》을 썼다.
어니스트 클라인은 원래 시나리오 작가였다. 스타워즈 팬들의 이야기를 다룬 컬트영화 《팬보이즈》(Fanboys, 2009)가 그의 시나리오로 영화화된 작품이었다. 영화로 제작되는 과정에서 자신의 창작물에 변형이 가해지는 것이 못내 아쉬웠던 클라인은 소설을 써보기로 마음먹었다. 소설이라면 마음껏 자신의 취향을 드러낼 수 있으리라 생각해서였다. 그는 문득 《찰리와 초콜릿 공장》의 윌리 웡카가 게임 디자이너였다면 어땠을까 하는 상상에 휩싸였다. 윌리 웡카가 사탕에 집착한 사탕회사 사장이 아닌 대중문화에 집착한 게임 디자이너였다면 어땠을까? 자신이 개발한 비디오게임 속에 황금 티켓을 숨기지 않았을까? 여기서부터 뭉게뭉게 피어오른 영감은 지상 최대의 게임 대회라는 뼈대를 달고 1980년대 대중문화에 대한 해박한 지식으로 살이 입혀져 화려한 SF 어드벤처 소설로 태어났다. 제목은 ‘Ready Player One’이라고 붙였다. 그가 가장 좋아하는 게임으로 주저 없이 손꼽은 <블랙 타이거>에서 오마주한 문구였다.

## 저작
| 연도 | 제목             | 원제             | 비고                        |
| ---- | ---------------- | ---------------- | --------------------------- |
| 2011 | 레디 플레이어 원 | Ready Player One |                             |
| 2015 | 아르마다         | Armada           |                             |
| 2020 | 레디 플레이어 투 | Ready Player Two | 《레디 플레이어 원》의 속편 |